# بيلي رايت (لاعب كرة قدم بريطاني)
بيلي رايت (بالإنجليزية: Billy Wright)‏ هو لاعب كرة قدم بريطاني، ولد في 4 مارس 1931 في بلاكبول في المملكة المتحدة، وتوفي في 14 أبريل 2020. لعب مع نادي بلاكبول.